# Christina Sandberg
Christina Sandberg (* 11. Januar 1948) ist eine ehemalige schwedische Tennisspielerin.

## Karriere
Von 1966 bis 1974 spielte sie für die schwedische Federation-Cup-Mannschaft insgesamt 25 Partien. Sie konnte eine positive Bilanz von 9:7 im Einzel verbuchen, im Doppel gewann sie fünf ihrer neun Partien.
Im Jahr 1970 stand sie bei den Australian Open im Einzel und im Doppel sowie in der Doppelkonkurrenz der French Open im Viertelfinale. Einen WTA-Titel konnte sie in ihrer Karriere nicht gewinnen.

## Abschneiden bei Grand-Slam-Turnieren

### Einzel
| Meisterschaft | 1965 | 1966 | 1967 | 1968 | 1969 | 1970 | 1971 | 1972 | 1973 | 1974 | 1975 | 1976 | Karriere |
| ------------- | ---- | ---- | ---- | ---- | ---- | ---- | ---- | ---- | ---- | ---- | ---- | ---- | -------- |
| Australische  | —    | —    | —    | —    | —    | VF   | —    | —    | —    | —    | —    | —    | VF       |
| Französische  | —    | —    | 1    | 2    | 1    | AF   | 2    | 1    | 2    | 2    | 1    | —    | AF       |
| Wimbledon     | 3    | —    | —    | 3    | 2    | AF   | 3    | 2    | 3    | 1    | —    | 1    | AF       |
| Amerikanische | —    | —    | —    | —    | —    | AF   | 2    | 1    | —    | —    | —    | —    | AF       |

Zeichenerklärung: S = Turniersieg; F, HF, VF, AF = Einzug ins Finale / Halbfinale / Viertelfinale / Achtelfinale; 1, 2, 3 = Ausscheiden in der 1. / 2. / 3. Hauptrunde; Q1, Q2, Q3 = Ausscheiden in der 1. / 2. / 3. Runde der Qualifikation; n. a. = nicht ausgetragen

### Doppel
| Meisterschaft | 1968 | 1969 | 1970 | 1971 | 1972 | 1973 | 1974 | 1975 | Karriere |
| ------------- | ---- | ---- | ---- | ---- | ---- | ---- | ---- | ---- | -------- |
| Australische  | —    | —    | VF   | —    | —    | —    | —    | —    | VF       |
| Französische  | 1    | 2    | AF   | VF   | 1    | —    | —    | —    | VF       |
| Wimbledon     | 2    | 1    | AF   | 1    | 1    | 1    | 2    | 2    | AF       |
| Amerikanische | —    | —    | AF   | AF   | 1    | —    | —    | —    | AF       |

### Mixed
| Meisterschaft | 1968 | 1969 | 1970  | 1971  | 1972  | 1973  | Karriere |
| ------------- | ---- | ---- | ----- | ----- | ----- | ----- | -------- |
| Australische  | —    | —    | n. a. | n. a. | n. a. | n. a. | —        |
| Französische  | 1    | —    | AF    | —     | —     | —     | AF       |
| Wimbledon     | 3    | 3    | —     | 3     | —     | 3     | 3        |
| Amerikanische | —    | —    | 2     | —     | —     | —     | 2        |